# 마르크 후츠코

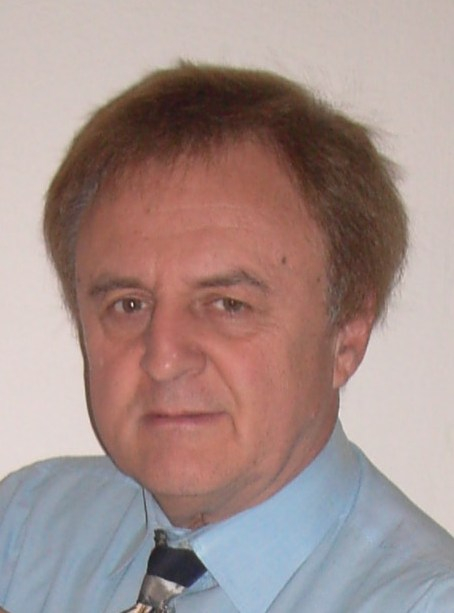
Mark Hučko (2008)

마르크 후츠코(슬로바키아어: Mark Hučko, 1947년 9월 15일, 브라티슬라바)는 슬로바키아의 언어학자이다. 그는 슬로비오의 창시자로 알려져 있으며, 블리츠 잉글리시(Blitz English)와 루스키오(Ruskio)라는 새로운 언어를 만들기도 했다. 슬로바키아에서 태어났으며, 1968년에 캐나다로 이주했다. 1984년부터 스위스에서 살기 시작했다.